# Carl-Johan Bernhardt
Carl-Johan Bernhardt (* 8. März 1946; † 16. März 2016 in Falkenberg) war ein schwedischer Tischtennisspieler, der in den 1960er und 1970er Jahren fünfmal mit der schwedischen Mannschaft Europameister wurde. Mindestens 90 Mal wurde er in die Nationalmannschaft berufen.

## Werdegang
Erste internationale Erfolge erzielte Carl-Johan Bernhardt bei der Junioren-Europameisterschaft 1963 in Duisburg. Hier wurde er Zweiter im Einzel hinter Istvan Korpa. Zudem siegte er im Doppel mit Kjell Johansson und im Mixed mit Lena Rundstrom.
Von 1964 bis 1972 nahm er an allen fünf Europameisterschaften teil. Hier wurde er jedes Mal mit der schwedischen Mannschaft Europameister. Viermal wurde er in den 1960er Jahren für Weltmeisterschaften nominiert. Dabei holte er 1963 und 1967 im Mannschaftswettbewerb Bronze.

## Turnierergebnisse
| Verband | Veranstaltung                         | Jahr | Ort        | Land | Einzel     | Doppel        | Mixed     | Team |
| ------- | ------------------------------------- | ---- | ---------- | ---- | ---------- | ------------- | --------- | ---- |
| SWE     | Europameisterschaft                   | 1972 | Rotterdam  | NED  |            |               |           | 1    |
| SWE     | Europameisterschaft                   | 1970 | Moskau     | URS  |            |               |           | 1    |
| SWE     | Europameisterschaft                   | 1968 | Lyon       | FRA  |            |               |           | 1    |
| SWE     | Europameisterschaft                   | 1966 | London     | ENG  |            |               |           | 1    |
| SWE     | Europameisterschaft                   | 1964 | Malmö      | SWE  |            | Viertelfinale |           | 1    |
| SWE     | Jugend-Europameisterschaft (Junioren) | 1963 | Duisburg   | FRG  | Silber     | Gold          | Gold      |      |
| SWE     | Nordic Meisterschaften                | 1971 | Oslo       | NOR  |            | Gold          | Gold      | 1    |
| SWE     | Nordic Meisterschaften                | 1969 | Solvesborg | SWE  | Halbfinale | Silber        |           | 1    |
| SWE     | Nordic Meisterschaften                | 1963 | Skara      | SWE  | Halbfinale | Silber        | Silber    | 1    |
| SWE     | Weltmeisterschaft                     | 1969 | München    | FRG  | letzte 64  | letzte 16     | letzte 64 | 5    |
| SWE     | Weltmeisterschaft                     | 1967 | Stockholm  | SWE  | letzte 64  | letzte 32     | letzte 64 | 3    |
| SWE     | Weltmeisterschaft                     | 1965 | Ljubljana  | YUG  | letzte 64  | letzte 16     | Qual      | 6    |
| SWE     | Weltmeisterschaft                     | 1963 | Prag       | TCH  | letzte 256 | letzte 64     | letzte 64 | 3    |

## Privat
Carl-Johan Bernhardt war verheiratet und hatte drei Kinder.